# Eddie Paskey
Eddie Paskey (20. srpna 1939 Delaware, USA – 17. srpna 2021) byl americký herec, známý především pro svou roli poručíka Leslieho (redshirt) v seriálu Star Trek, kde hrál v letech 1966–1968 celkem v 57 epizodách.

## Životopis

### Mládí
Narodil se v malém farmářském městečku ve státě Delaware, ale později se s rodinou přestěhovali do Santa Monica v Kalifornii. Jeho koníčkem byly rychlá auta, zejména typy hotrod. Později proto začal pracovat v autoservisu s výdělkem 1,25 $ za hodinu.

### Filmová kariéra
Paskeyho první role byla ve filmu Ben Casey (1966), kde byl v titulcích uveden jako "policista". Následujících pět let pracoval jako herec, ale víkendy stále trávil v autoservisu. Objevil se také v několika epizodách seriálu Mission: Impossible z roku 1966.

### Star Trek
Poprvé se v seriálu objevuje v roli "člena posádky" v epizodě Kam se dosud člověk nevydal (1966), kde je pouze k zahlédnutí za kapitánem Kirkem a prvním důstojníkem Spockem, když hrají 3D šachy. Následně účinkoval v dalších 56 epizodách a především jako nepojmenovaný "redshirt" vždy bylo úkolem jeho role zemřít a vnést do děje tak zápletku.